# Nelson Prudêncio
Nelson Prudêncio (ur. 4 kwietnia 1944 w Lins, zm. 23 listopada 2012 w São Carlos) – brazylijski lekkoatleta, trójskoczek, medalista olimpijski.

## Kariera sportowa
Prudêncio zdobył srebrny medal Igrzysk Olimpijskich w Meksyku w 1968 i brązowy medal Igrzysk Olimpijskich w Monachium w 1972. W czasie zawodów olimpijskich w Meksyku był jednym z czterech zawodników, którzy pobili wówczas rekord świata. Najlepszy wynik uzyskał wówczas reprezentant ZSRR Wiktor Saniejew.
W 1967 i 1971 Prudêncio zdobył srebrne medale igrzysk panamerykańskich.

## Rekordy życiowe
- Trójskok – 17,28 (1968)